# Albert Costa (Rennfahrer)

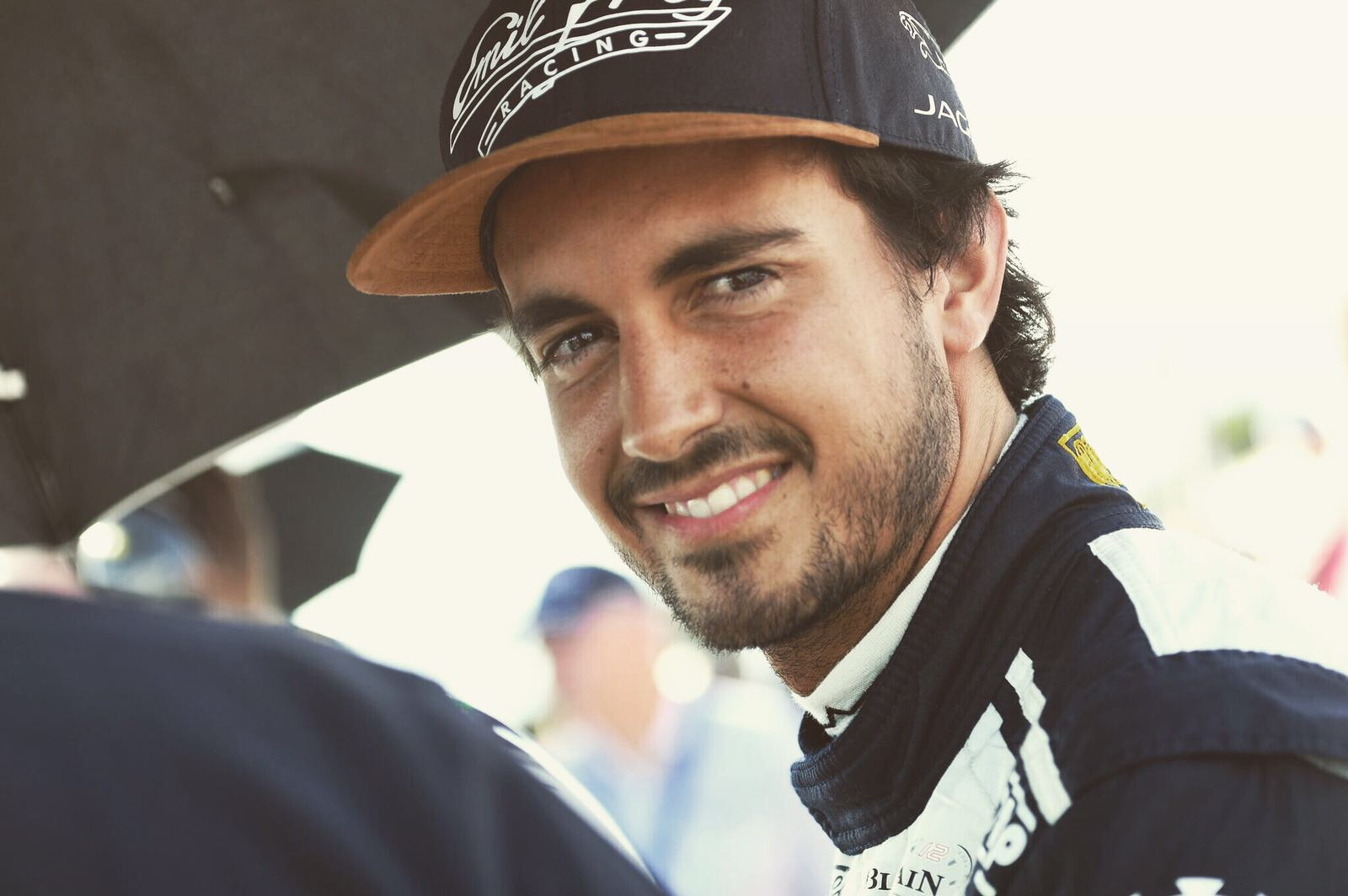
Albert Costa 2016

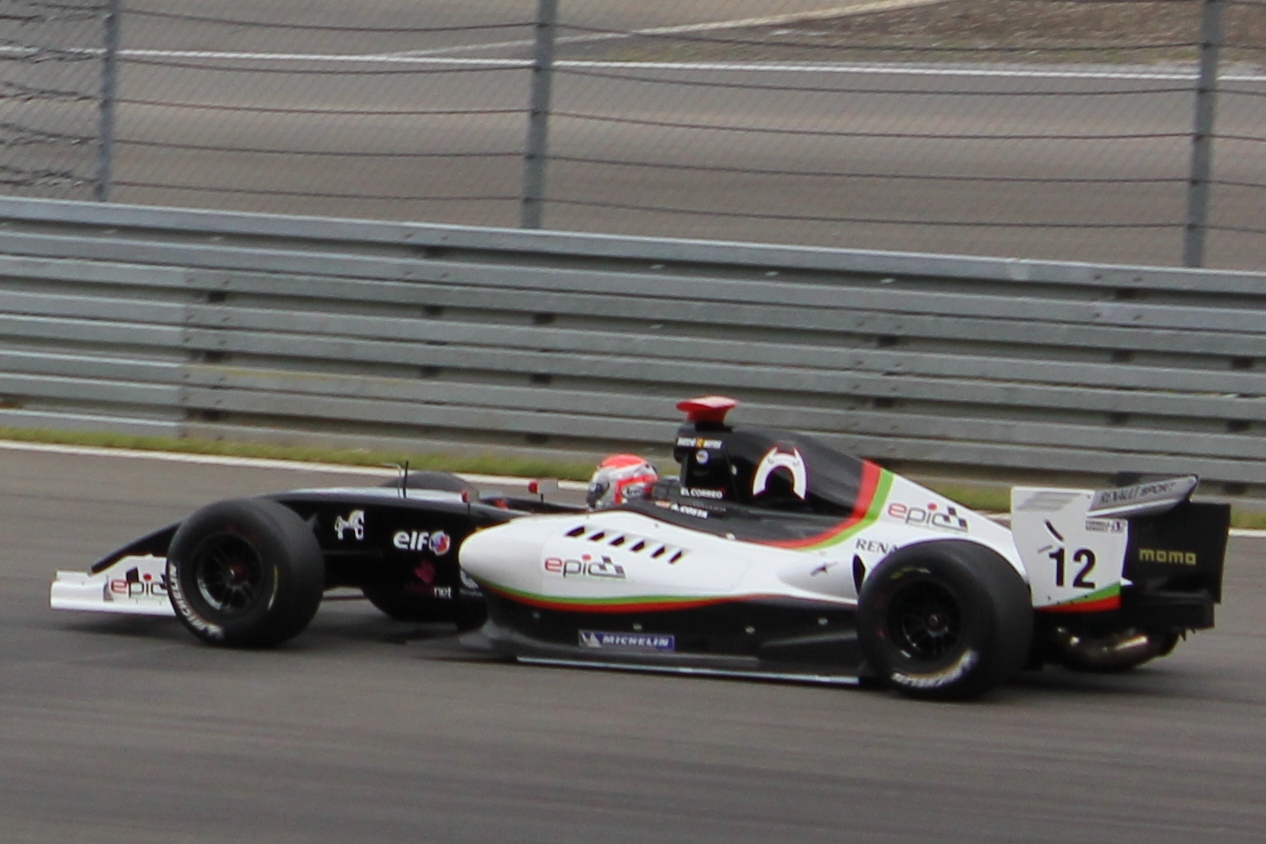
Albert Costa für EPIC Racing beim Formel-Renault-3.5-Rennen auf dem Nürburgring

Albert „Aldo“ Costa Balboa (* 2. Mai 1990 in Barcelona) ist ein spanischer Rennfahrer. Er gewann 2009 den Formel Renault 2.0 Eurocup. Er trat 2010 und 2011 in der Formel Renault 3.5 an. 2012 gewann er die Eurocup Mégane Trophy.

## Karriere
Costa begann seine Motorsportkarriere 2000 im Kartsport, in dem er bis 2006 aktiv war. 2007 wechselte er in den Formelsport und trat direkt in der nationalen Klasse der britischen Formel-3-Meisterschaft an. Für Räikkönen Robertson Racing startete er bei neun Rennen und belegte am Saisonende den elften Gesamtrang. 2008 war Costa für Epsilon Euskadi in zwei Serien aktiv: In der westeuropäischen Formel Renault belegte er mit vier Podest-Platzierungen den fünften Gesamtrang und im Formel Renault 2.0 Eurocup wurde er Achter. 2009 blieb Costa in beiden Rennserien und gewann die Meistertitel beider Serien. Während er acht Titel in der westeuropäischen Formel Renault für sich entscheiden konnte, gewann er vier Rennen im Formel Renault 2.0 Eurocup. In beiden Serien war Jean-Éric Vergne sein größter Konkurrent um den Titel.
2010 startete Costa als Teamkollege des Japaners Keisuke Kunimoto für Epsilon Euskadi in der Formel Renault 3.5. Zwar blieb ihm ein Sieg verwehrt, mit Hilfe regelmäßiger Punkteplatzierungen und drei Podest-Platzierungen beendete er die Saison jedoch auf dem fünften Gesamtrang und distanzierte Kunimoto, der 22. wurde, deutlich. 2011 bestritt Costa seine zweite Saison in der Formel Renault 3.5. Sein Team wurde inzwischen von EPIC Racing übernommen. Nachdem er schon drei Rennen auf dem Podest beendet hatte, gewann er beim Saisonfinale in Barcelona sein erstes Rennen. In der Fahrerwertung verbesserte er sich zum Saisonende auf den vierten Platz.
Nachdem es Costa im Winter 2011/2012 nicht gelang, das Budget für eine weitere Saison im Formelsport aufzubringen, entschied er sich für einen Wechsel in den Tourenwagensport. Er startete 2012 in der Eurocup Mégane Trophy für das Oregon Team, das im Vorjahr die Teamwertung gewonnen hatte. Costa gewann sieben von vierzehn Rennen und gewann das Titelduell gegen Bas Schothorst.

## Statistik

### Karrierestationen
| - 2000–2006: Kartsport - 2007: Britische Formel 3, national (Platz 11) - 2008: Formel Renault 2.0 Eurocup (Platz 8) | - 2008: Westeuropäische Formel Renault (Platz 5) - 2009: Formel Renault 2.0 Eurocup (Meister) - 2009: Westeuropäische Formel Renault (Meister) | - 2010: Formel Renault 3.5 (Platz 5) - 2011: Formel Renault 3.5 (Platz 4) - 2012: Eurocup Mégane Trophy (Meister) |

### Le-Mans-Ergebnisse
| Jahr | Team                      | Fahrzeug | Teamkollege       | Teamkollege   | Platzierung            | Ausfallgrund |
| ---- | ------------------------- | -------- | ----------------- | ------------- | ---------------------- | ------------ |
| 2023 | Inter Europol Competition | Oreca 07 | Jakub Śmiechowski | Fabio Scherer | Rang 9 und Klassensieg |              |

### Sebring-Ergebnisse
| Jahr | Team            | Fahrzeug        | Teamkollege  | Teamkollege         | Platzierung | Ausfallgrund |
| ---- | --------------- | --------------- | ------------ | ------------------- | ----------- | ------------ |
| 2024 | Conquest Racing | Ferrari 296 GT3 | Manny Franco | Cédric Sbirrazzuoli | Rang 39     |              |
| 2025 | DragonSpeed     | Ferrari 296 GT3 | Davide Rigon | Giacomo Altoè       | Rang 22     |              |

### Einzelergebnisse in der FIA-Langstrecken-Weltmeisterschaft
| Saison | Team                      | Rennwagen | 1   | 2   | 3   | 4   | 5   | 6   | 7   |
| ------ | ------------------------- | --------- | --- | --- | --- | --- | --- | --- | --- |
| 2023   | Inter Europol Competition | Oreca 07  | SEB | POR | SPA | LEM | MON | FUJ | BAH |
| 2023   | Inter Europol Competition | Oreca 07  | 10  | 19  | 9   | 9   | 15  | 19  | 17  |